# Remains of a Ruined, Dead, Cursed Soul
A Remains of a Ruined, Dead, Cursed Soul a francia egyszemélyes black metal együttes Mütiilation 1999-ben megjelent válogatásalbuma. Az album három évvel az után jelent meg, miután a zenekart kiutasították a Les Légions Noires mozgalomból. A válogatás tartalmazza az 1993-as Evil – The Gestalt of Abomination demó néhány számát és a Vampires of Black Imperial Blood nagylemez kiadása után, 1996-ban felvett dalokat.
Az album eredetileg 1000 példányszámra korlátozva lett kiadva a Drakkar Productions által. 2002-ben nagylemezként adta ki az End All Life Productions, 400 példányszámra korlátozva. 2009-ben újra ki lett adva az ausztrál Dark Adversary Productions kiadó és 2012-ben a Drakkar Productions által.

## Számlista
Az első 5 szám az Evil – The Gestalt of Abomination demóról származik, az utolsó kettő 1996-ban lett felvéve.
1. "Suffer the Gestalt" (3:28)
2. "To the Memory of the Dark Countess" (6:33)
3. "Possessed and Immortal" (7:26)
4. "Through the Funeral Maelstrom of Evil" (8:39)
5. "Travels to Sadness, Hate & Depression" (7:54)
6. "The Fear that Freeze" (3:50)
7. "Holocaust in Mourning Dawn" (francia verzió) (5:15)

## Fordítás
Ez a szócikk részben vagy egészben  a   Remains of a Ruined, Dead, Cursed Soul című angol Wikipédia-szócikk fordításán alapul.  Az eredeti cikk szerkesztőit annak laptörténete sorolja fel. Ez a jelzés csupán a megfogalmazás eredetét és a szerzői jogokat jelzi, nem szolgál a cikkben szereplő információk forrásmegjelöléseként.